# Charles Currey

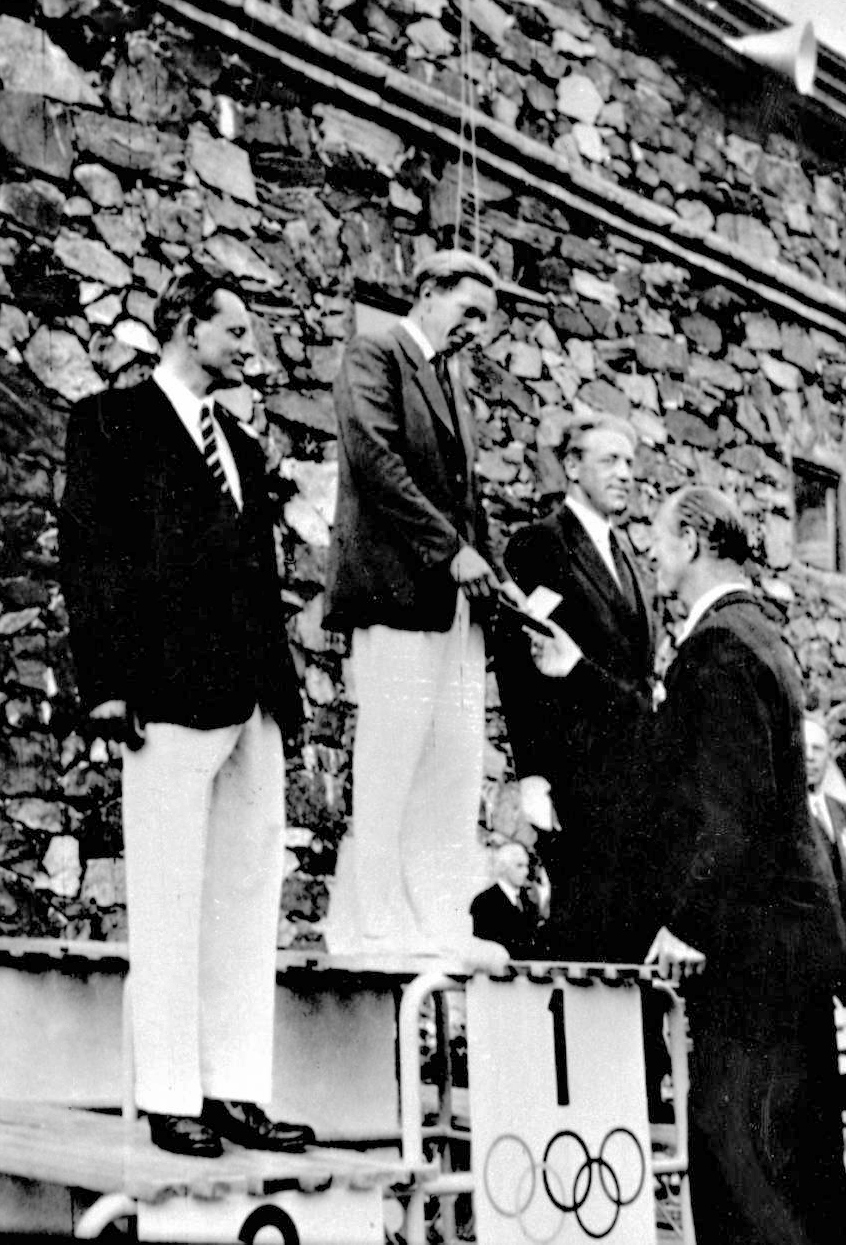
Charles Currey, Paul Elvstrøm e Rickard Sarby nas Olimpíadas de 1952

Charles Currey (26 de fevereiro de 1916 — 6 de maio de 2010) foi um velejador britânico.

## Carreira
Charles Currey representou seu país nos Jogos Olímpicos de 1952, na qual conquistou a medalha de prata na classe finn.